# Cneu Pinário Emiliano Cicatricula
Cneu Pinário Emiliano Cicatricula ou Cneu Pinário Emílio Cicatricula (em latim: Gnaeus Pinarius Aemillianus/Aemilius Cicatricula) foi um senador romano da gente Pinária nomeado cônsul sufecto para o nundínio de novembro a dezembro de 72 com Sexto Márcio Prisco. Foi legado imperial na África entre 79 e 80. Cneu Pinário Emílio Cicatricula Pompeu Longino, cônsul sufecto em 90, era seu filho adotivo.